# Stefanie Scholl
Stefanie Scholl (* 1973) ist eine deutsche Juristin, Rechtsanwältin und Richterin.

## Beruflicher Werdegang
Stefanie Scholl studierte Rechtswissenschaften und promovierte.
Sie betreibt eine Rechtsanwaltskanzlei in Bremen. Sie ist Fachanwältin für gewerblichen Rechtsschutz.
Am 22. Juli 2015 wählte die Bremische Bürgerschaft die Juristin auf Vorschlag der Fraktion Bündnis 90/Die Grünen für die Amtszeit 2015 bis 2019 zum stellvertretenden Mitglied an den Staatsgerichtshofs der Freien Hansestadt Bremen. Am 25. September 2019 wurde Stefanie Scholl für die Amtsperiode 2019 bis 2023 als stellvertretendes Mitglied wiedergewählt.